# Procesión General de la Sagrada Pasión del Redentor

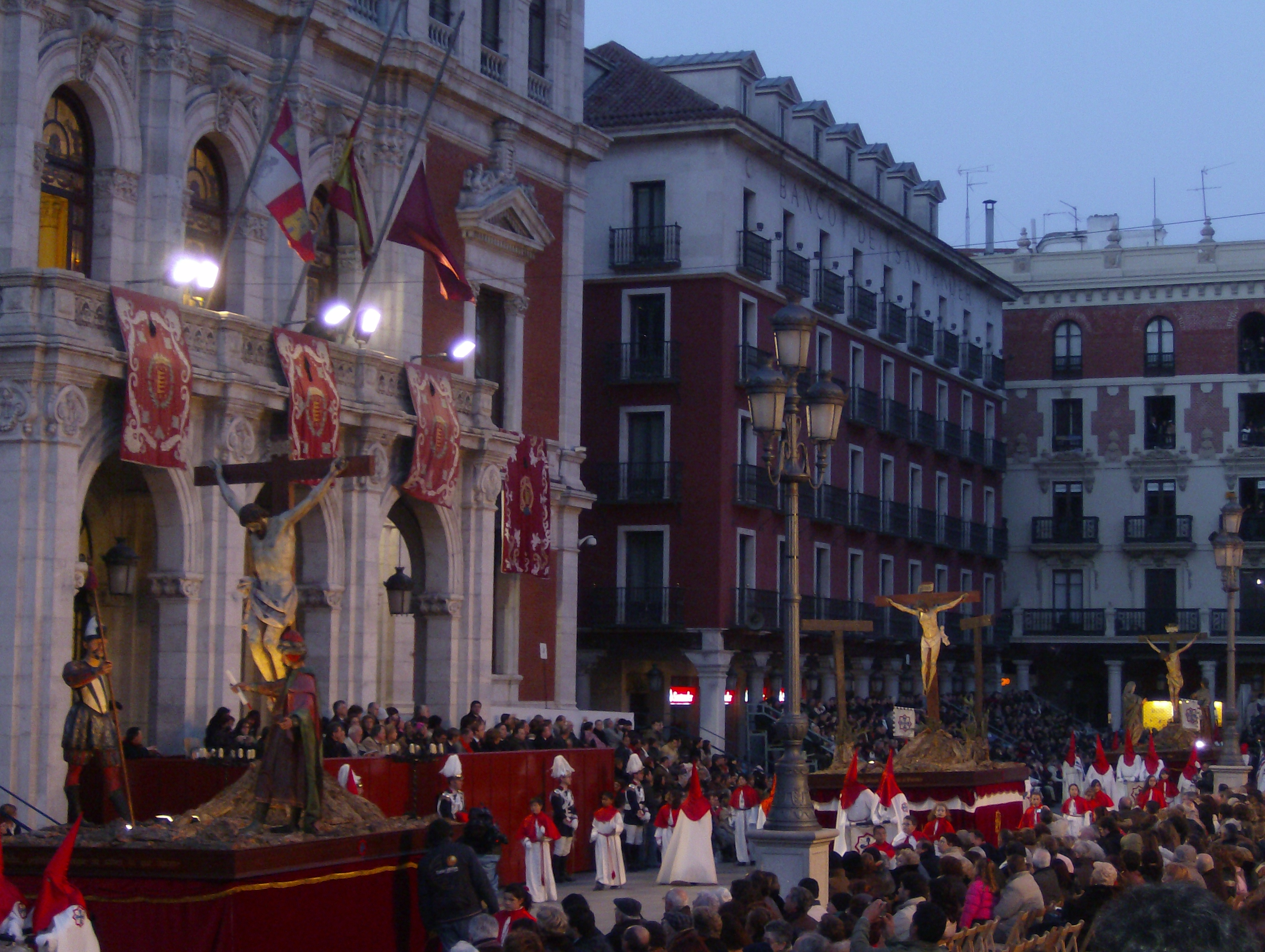
La Procesión General a su paso por la Plaza Mayor.

La Procesión General de la Sagrada Pasión del Redentor es una procesión en la que participan todas las cofradías de la Semana Santa de Valladolid, y que se celebra por la tarde del Viernes Santo. Destaca entre todas las procesiones que tienen lugar en España por la cantidad (33 pasos) y calidad de sus obras, muchas de ellas propiedad del Museo Nacional de Escultura, con sede en Valladolid, las cuales abarcan todas las escenas de la Pasión de Cristo, desde la Última Cena hasta la Soledad de su Madre.
Por su singularidad, esta procesión es mencionada expresamente en la proposición que la Comisión de Cultura del Congreso de los Diputados aprobó en octubre de 2015 para instar al Gobierno a elevar a la UNESCO la declaración de la Semana Santa de Valladolid como patrimonio cultural inmaterial de la Humanidad.

## Historia
En el siglo XVIII la minoría ilustrada de la época realizó una primera propuesta de procesión general, para acabar con la multiplicación de procesiones organizadas por las cinco cofradías históricas y las disputas que derivaban de esto. Las cofradías deseaban mantener su independencia de las autoridades, y así, en la prevista Procesión General de 1731, acabó desfilando únicamente la cofradía de Jesús Nazareno.
En plena Guerra de la Independencia, las nuevas autoridades afrancesadas consiguieron hacer realidad una Procesión General en abril de 1810 en colaboración con las cofradías y el Jefe de Policía, José Timoteo de Monasterio, cofrade de Jesús Nazareno, con el nombre de Procesión del Santo Entierro. A lo largo del siglo XIX convivieron las procesiones de Regla de las cofradías penitenciales con la organización de procesiones unificadas el Viernes Santo, con bastante irregularidad y con un continuo descenso del número de cofrades.
Al promover el arzobispo Remigio Gandásegui la recuperación de los pasos y procesiones, la del Viernes Santo se convirtió en el eje vertebrador de la iniciativa. La primera gran Procesión General estaba prevista para 1922, pero tuvo que ser suspendida por la lluvia. En los siguientes años, el recorrido se amplió, manteniéndose ya con pocas variaciones hasta la actualidad. En 1946 adoptó su nombre actual de Procesión General de la Sagrada Pasión del Redentor. Todas las cofradías que se han ido creando en el siglo XX se han incorporado también, junto a las históricas, a esta procesión.

## Recorrido

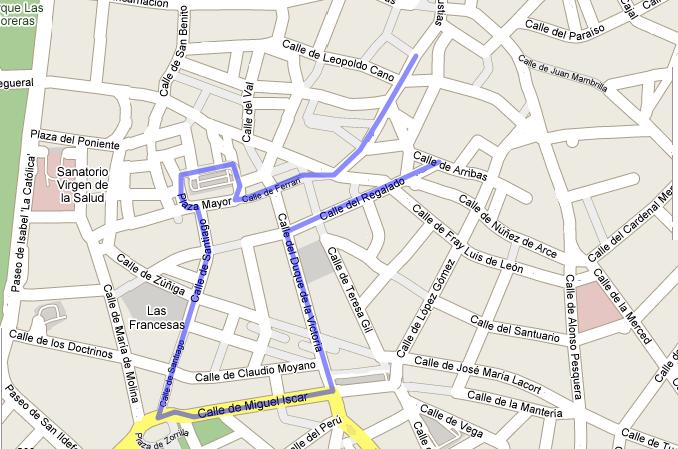
Recorrido actual de la procesión.

La procesión da comienzo en la iglesia de las Angustias a partir de las 19:30 horas, y tras recorrer las calles más céntricas de Valladolid y el obligado paso por la Plaza Mayor, regresa al mismo templo penitencial, habitualmente después de la medianoche. La procesión tarda en pasar completamente por cada punto del recorrido entre dos horas y media y tres horas.
Al final de la procesión tiene lugar un momento especialmente emotivo, el canto de la Salve Popular ante la imagen de la Virgen de las Angustias, junto a su templo titular. A este acto suelen acudir algunas cofradías con sus respectivos pasos, en recuerdo de los tiempos en los que todas las cofradías esperaban en el Teatro Calderón y sus aledaños la salida de la Virgen. Con este canto popular y la bendición del Arzobispo se da por terminada la procesión.

### Paso por la Plaza Mayor
El paso de la Procesión por la Plaza Mayor es el punto álgido de la Procesión. La procesión entra en la Plaza Mayor por la calle Ferrari y efectúa una vuelta casi completa a la Plaza, saliendo por la calle de Santiago. La Casa Consistorial se muestra engalanada con tapices con el sello y el escudo de la ciudad y las banderas a media asta. En los arcos de la fachada se dispone una tribuna presidida por el alcalde y el Arzobispo de la ciudad, con las restantes autoridades locales y autoridades invitadas y que se encuentra custodiada por miembros de la Guardia Municipal con uniforme de gala. Todos los años la Procesión es presenciada por varios miembros del cuerpo diplomático de todo el mundo destinados en España, y a mediados de los 70 y a principios de los 80 contó con la presencia de SS MM los Reyes de España.
Tradicionalmente, dada la larga duración de la Procesión, la gente sacaba a las calles sus sillas y se reservaba un sitio a lo largo del recorrido procesional (costumbre que en algunos puntos se sigue manteniendo). A principios de los 90 surgió la idea de instalar en la Plaza Mayor un complejo de sillas, gradas y tribunas para ser ocupadas por el público previo pago de un donativo (15, 12 y 10 euros respectivamente), permitiendo ver la Procesión ordenadamente y evitar agolpamientos en la zona más concurrida del recorrido. En la actualidad, dada la creciente demanda año tras año, se instalan también gradas al final de la calle Ferrari y al comienzo de la calle Santiago.
La Plaza Mayor ha sido tradicionalmente el punto elegido para la retransmisión televisiva de esta Procesión, algo que año tras año efectúa Televisión Castilla y León. Televisión Española la retransmitió en 1985 y en 1992, y después, desde 1996 hasta 2003 ininterrumpidamente. La excepción tuvo lugar en 1992, donde se eligió como punto la calle del Duque de la Victoria, calle recta, larga y ancha pero que fue desechada en ocasiones posteriores debido a que se situaba en la parte final del recorrido y obligaba a conectar pasadas las 21:30 horas, frente a las 20 de la Plaza Mayor.

## Planta de la Procesión
La configuración actual de la planta de la Procesión es la que sigue:
- Piquete a caballo de la Policía Nacional, que lleva uniforme de gala.

- Cruz Alzada del Cabildo Catedralicio, ciriales y acólitos. Detrás, el Deán de la Catedral. Hasta 1994 desfilaban en su lugar la Cruz Alzada de la Cofradía de las Angustias, y los ciriales de otras dos penitenciales históricas: la de la Vera Cruz y la de Jesús Nazareno, por reminiscencia histórica. La consideración actual de la Procesión como la sucesión de todas las Cofradías vallisoletanas hicieron más conveniente la sustitución por la Cruz Alzada y ciriales del Cabildo Catedral.

- Las 20 cofradías penitenciales. En los orígenes, las cofradías desfilaban con una distancia de unos metros unas de otras. Desde la segunda mitad del siglo XX, las cofradías desfilan seguidas. Cada una de ellas lleva su propia planta de procesión, con sus guiones, pendonetas e insignias respectivas.

- Autoridades de la ciudad (Alcalde, Corporación Municipal, Arzobispo, etc.). Estas se encuentran en la tribuna de autoridades montada al efecto delante del Ayuntamiento, incorporándose a la procesión a su paso por la Plaza Mayor. Delante de la tribuna se disponen miembros de la Guardia Municipal ataviados con casco y espada, que acompañan a éstos durante el resto del desfile.

## Cofradías y pasos
Este es el orden de aparición de las cofradías y sus pasos en la procesión:

### Cofradía Penitencial y Sacramental de la Sagrada Cena
- 1. Jesús de la Esperanza (Juan Guraya Urrutia, 1946).
- 2. La Sagrada Cena (Juan Guraya Urrutia, 1958).

### Cofradía Penitencial de La Oración del Huerto y San Pascual Bailón
- 3. La Oración del Huerto (Andrés Solanes, h. 1629).
- 4. El Prendimiento (Miguel Ángel Tapia, 1995-2011).

### Cofradía de Nuestro Padre Jesús Resucitado y María Santísima de la Alegría
- 5. Las Lágrimas de San Pedro (atribuido a Pedro de Ávila, h. 1720).

### Hermandad Penitencial de Nuestro Padre Jesús atado a la Columna
- 6. Preparativos para la Flagelación (José Antonio Hernández Navarro, 2004).
- 7. El Azotamiento del Señor, o La Flagelación del Señor (Escuela Castellana, probablemente Antonio de Rivera y Francisco Díaz de Tudanca, h. 1650). Propiedad del Museo Nacional de Escultura.
- 8. El Señor Atado a la Columna (Gregorio Fernández, h. 1619).

### Hermandad del Santo Cristo de los Artilleros
- 9. Ecce Homo (Gregorio Fernández, h. 1620).

### Insigne Cofradía Penitencial de Nuestro Padre Jesús Nazareno
- 10. Nuestro Padre Jesús Nazareno (Escuela Castellana, antes de 1662).

### Cofradía Penitencial del Santísimo Cristo Despojado, Cristo Camino del Calvario y Nuestra Señora de la Amargura
- 11. Camino del Calvario (Gregorio Fernández, 1614; imagen de Cristo atribuida a Pedro de la Cuadra, 1600-1620). Propiedad del Museo Nacional de Escultura.
- 12. Preparativos para la Crucifixión (Juan de Ávila, 1679). Propiedad del Museo Nacional de Escultura.
- 13. Santísimo Cristo Despojado (José Antonio Hernández Navarro, 1993).

### Cofradía Penitencial de la Sagrada Pasión de Cristo
- 14. Santísimo Cristo del Perdón (Bernardo del Rincón, 1656).

### Cofradía de la Exaltación de la Santa Cruz y Nuestra Señora de los Dolores
- 15. La Elevación de la Cruz (Francisco del Rincón, 1604; los dos ladrones fueron añadidos por Francisco Díaz de Tudanca en 1657). Propiedad del Museo Nacional de Escultura.

### Cofradía de las Siete Palabras
- 16. Padre, perdónales porque no saben lo que hacen (Cristo de los Trabajos o de Laguna de Gregorio Fernández, h. 1610; Pilatos del taller de Gregorio Fernández, h.1620; el sayón de la lanza de Andrés Solanes, h. 1629). Propiedad del Museo Nacional de Escultura.
- 17. Hoy estarás conmigo en el Paraíso (Francisco del Rincón, h. 1606).
- 18. Madre, ahí tienes a tu hijo. (Gregorio Fernández, 1607-1621).
- 19. Dios mío, Dios mío, por qué me has abandonado (anónimo, h. 1525-1550).
- 20. Sed tengo (Gregorio Fernández, 1612-1616). Propiedad del Museo Nacional de Escultura.
- 21. Todo está consumado (Cristo, anónimo del siglo XVII; la Virgen, San Juan, y María Magdalena, de seguidores de Gregorio Fernández, quizá de Francisco Díez de Tudanca, h. 1650). Propiedad del Museo Nacional de Escultura.
- 22. En tus manos encomiendo mi Espíritu (Cristo de Las Mercedes, de Pompeyo Leoni h. 1550-1600; los dos ladrones copia de escayola, 1965, de los de Gregorio Fernández, 1617, conservados en el Museo Nacional de Escultura).

### Hermandad Universitaria del Santo Cristo de la Luz
- 23. Santísimo Cristo de la Luz (Gregorio Fernández, h. 1630). Propiedad del Museo Nacional de Escultura.

### Real y Venerable Cofradía de la Preciosísima Sangre de Nuestro Señor Jesucristo
- 24. Santísimo Cristo de la Preciosísima Sangre (Lázaro Gumiel, 1953).

### Cofradía del Discípulo Amado y Jesús de Medinaceli
- 25. San Juan Evangelista (atribuido a Pedro de Ávila, siglo XVIII). Propiedad de la Catedral de Valladolid.

### Cofradía del Descendimiento y Santísimo Cristo de la Buena Muerte
- 26. El Descendimiento (Gregorio Fernández, 1623; Virgen, de Pedro Sedano, 1757).

### Cofradía Penitencial de la Santa Vera Cruz
- 27. Nuestra Señora de la Vera Cruz o Dolorosa de la Vera Cruz (Gregorio Fernández, 1623).

### Cofradía de Nuestra Señora de la Piedad
- 28. Cristo de la Cruz a María (Antonio de Ribera y Francisco Fermín, h. 1642; cuerpo de José de Arimatea, de José Antonio Saavedra, 1995). Propiedad del Museo Nacional de Escultura.
- 29. La Quinta Angustia (Gregorio Fernández, h. 1625).

### Cofradía de la Orden Franciscana Seglar (V.O.T.)
- 30. La Santa Cruz Desnuda (Francisco Fernández León, 1993).

### Cofradía del Santo Entierro
- 31. Santísimo Cristo Yacente (Gregorio Fernández, obra de taller, 1631-1636).

### Cofradía del Santo Sepulcro y Santísimo Cristo del Consuelo
- 32. El Santo Sepulcro (Yacente y durmientes de Alonso de Rozas, h. 1674-1679; ángeles, José de Rozas, 1696; la urna es obra de Juan de Ávila, h. 1699). Propiedad del Museo Nacional de Escultura.

### Ilustre Cofradía Penitencial de Nuestra Señora de las Angustias
- 33. Nuestra Señora de las Angustias (Juan de Juni, posterior a 1561).